# Овсяное молоко

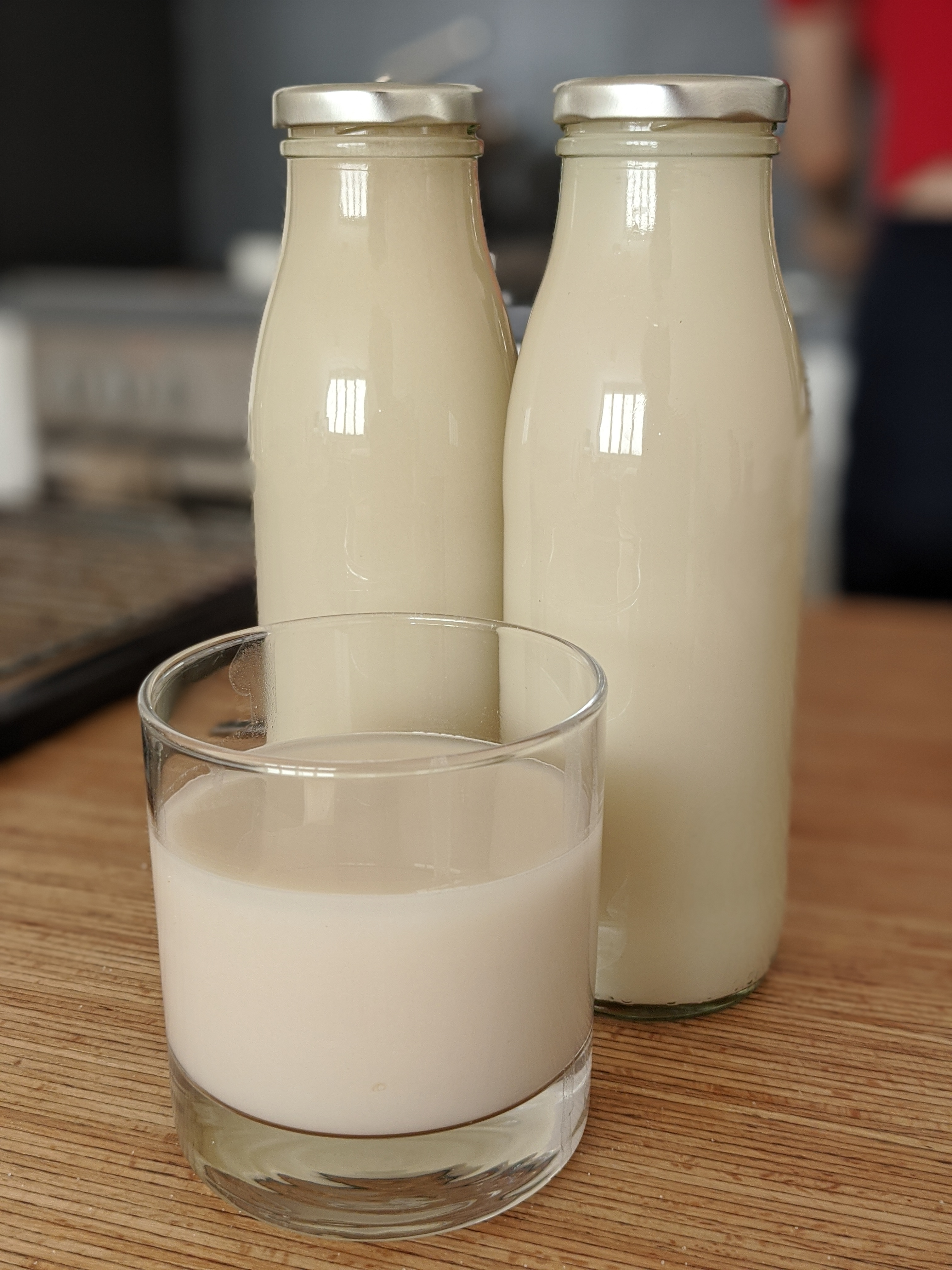
Овсяное молоко

Овся́ное молоко́ — диетический пищевой продукт из разновидностей «растительного молока» (лат. Lac pegetabilе) — суррогатного заменителя молока животного происхождения (как богатого непереносимой многими людьми лактозой, коровьего молока), — приготавливаемый из вымоченных и/или пророщенных цельных злаковых зёрен (семян) однолетнего травянистого растения, издревле культивируемого человеком, овса посевного, обыкновенного (лат. Avéna satíva) из биологического рода Овёс (лат. Avena) семейства Злаковые (лат. Gramíneae), перетёртых в ступе или разрушенных (взбитых) в современном кухонном приспособлении «блендере» с большим количеством воды, с дальшейшим процеживанием полученной для питья молочно-подобной жидкости от пульпы, толокна и жмыха; также является составной частью и основой для разнообразных кулинарных изделий и блюд.

## Историческая справка
На Руси овёс был одной из важнейших зерновых культур. Блюда, приготовленные из овсяной муки (толокна), на протяжении столетий составляли обычную пищу населения Руси. Из овса делали русский кисель, о чём упоминает ещё «Повесть временных лет». В Европе первые следы овса найдены в поселениях бронзового века на территории современных Швейцарии, Франции и Дании. Письменные упоминания об этой культуре встречаются в записях греческого врача Диейхса, который жил в IV веке до нашей эры. Плиний Старший писал, что древние германцы выращивали овёс и варили из него кашу. По данным Галена, сеяли овёс и в Индии. Диоскорид не только упоминал о нём, но и использовал в медицинской практике. Существует документальное подтверждение, что в 779 году овёс широко выращивался в англосаксонской Англии. Это единственная зерновая культура, которая даёт хороший урожай в холодном и влажном климате. Первыми овсяное молоко начали производить на территории Европы, но постепенно оно завоевало и рынки «Нового света» — Северной Америки. Хотя питьевое «растительное молоко» известно не позднее XIII века, промышленный вариант технологической линии овсяного молока был разработан в 1990-х годах шведским учёным Рикардом Осте (швед. Rickard Öste).

## Особенности
Овсяное молоко имеет мягкую консистенцию и приятный сладковатый привкус, напоминающий вкус овсянки. Оно представляет собой эмульсионно-подобную взвесь в виде своеобразной жидкости светло-кремового молочного цвета. В зависимости от концентрации имеет различную густоту и/или плотность. Продукт не является природно-образуемым или естественным и побочным продуктом растительного происхождения, как — к примеру, — молоко животного происхождения, вырабатываемого железами молочной секреции млекопитающих. Это суррогатный заменитель животного молока, который является стабильной эмульсионной смесью растительного масла, воды и белка (лат. Еmulsio). В отличие от плотного и тягучего, горького и зачастую ядовитого млечного сока некоторых растений, которые иногда также именуются «растительным молочком», растительное молоко используется в пищу людей и применяется в качестве основы при приготовлении кулинарных блюд и изделий. Как и любое растительное молоко, овсяное молоко по внешнему виду и консистенции напоминает молоко животных, но имеет своеобразный вкус и запах — свойственный используемым для приготовления питья овсу или овсяной каше. В отличие от коровьего молока, в овсяном молоке нет неусваиваемой многими людьми лактозы, вызывающей аллергические реакции и неудобства (вздутие живота, диарею и т. д.); при отсутствии насыщенных жиров оно также содержит большое количество пищевых волокон и, в отличие от обычного коровьего молока, не приводит к увеличению содержания холестерина в организме.

### Состав и пищевая ценность
Овсяное молоко богато естественными минералами, аминокислотами, витаминами, растительными жирами и белками, — содержащимися в семенах злака, из которых готовится питьё, — не подвергшихся распаду при термической обработке.
В овсяном молоке на 100 грамм основного сырого продукта содержится от 0,38 до 1,19 грамм растительного белка, от 0,22 до 4,68 гр растительного жира, около 5,1 гр углеводов, менее 0,75 гр клетчатки или некрахмальных полисахаридов, от 59 до 205 миллиграмм калия, от 48 до 300 мг кальция, от 36 до 168 мг фосфора, до 0,59 мг железа, от 2 до 15 мг магния, от 32 до 57 мг натрия, до 0,24 мг цинка, от 0,013 до 0,039 мг меди, от 0,032 до 0,34 мг марганца, менее 2,5 мг селена, от 5.6 до 15,6 мг молибдена, до 0,12 мг тиамина или витамина B1, до 0,49 мг рибофлавина или витамина B2, до 0,015 мг витамина B6, около 1,7 мкг витамина D, что обеспечивает около 200.832 килоджоулей или 48 килокалорий при употреблении готового продукта.

## Производство и применение
Овсяное молоко используют в качестве приготовленного кустарным или промышленным способом напитка в виде молочно-подобной белой эмульсионной взвеси на водной и растительной основе, которое получают путём дробления вымоченных и/или пророщенных семян злакового растения со значительном количеством воды (в зависимости о желаемой концентрации — от ¼ до ⅛ и выше), с последующим очищением полученного полуфабриката от пульпы — осадка из шелухи и нераздробленных твёрдых частиц жмыха, процеживанием. Полученное таким образом питьё употребляется «в сыром виде» или используемом в качестве сырья для дальнейшего приготовления киселей, мороженого, растительных сливок, веганского сыра и лёгкого растительного йогурта, а также иных блюд; пульпа и жмых могут использоваться в качестве заквасок для производства квасов. В основном популярно и используется гурманами, приверженцами вегетарианства (веганами) и людьми с непереносимостью лактозы, вместо коровьего молока. В овсяное молоко могут добавляться различные подсластители (мёд, сахар, шоколад и пр.) и ароматизаторы (ягоды, фрукты, ваниль и т. п.), а также — минеральные и витаминные добавки. В связи с тем, что в овсяном молоке отсутствует молочный сахар — лактоза, а также — глютен, и ввиду его низкой калорийности, такое «растительное молоко» используется в диетическом питании.